# Ossaea pseudopinetorum
Ossaea pseudopinetorum är en tvåhjärtbladig växtart som beskrevs av Attila L. Borhidi och O.Muniz. Ossaea pseudopinetorum ingår i släktet Ossaea och familjen Melastomataceae. Inga underarter finns listade i Catalogue of Life.